# Pedro Leal
Pedro Leal (* 31. ledna 1989 v Puntarenasu) je kostarický fotbalový obránce, od ledna 2015 působící v Municipal Pérez Zeledón. Mimo Kostariky působil na Slovensku.

## Klubová kariéra
Svoji fotbalovou kariéru začal v Puntarenasu, odkud v průběhu sezony 2011-2012 zamířil na hostování do Senice, která se stala pro hráče prvním zahraničním angažmá. Po skončení ročníku se vrátil do Puntarenasu. V létě 2013 mu v mužstvu skončila smlouva a stal se volným hráčem. Po půl roce bez angažmá přestoupil do Carmelity. V lednu 2015 odešel do Municipal Pérez Zeledón.